# Доброе (Крым)
До́брое (до 1945 года Маму́т-Султа́н; укр. Добре, крымскотат. Mamut Sultan, Мамут Султан) — село в Симферопольском районе Республики Крым, центр Добровского сельского поселения (согласно административно-территориальному делению Украины — Добровского сельского совета Автономной Республики Крым).

## География
Расположено в долине реки Салгир, в 14 км к юго-востоку от Симферополя, у шоссе 35А-002 Симферополь — Алушта — Ялта (по украинской классификации М-18 Автодорога М-18), в 33 км от побережья Чёрного моря (Алушта), высота центра села над уровнем моря — 359 м.

## История
На территории села Доброе находится малоизученный археологический объект — Доброе городище.
Мамут-Султан впервые упоминается в Камеральном Описании Крыма 1784 года как деревня Магмут Султан Акмечеткаго каймаканства Салгирскаго кадылыка. После того, как (8) 19 апреля 1783 года Крым был присоединён к России, (8) 19 февраля 1784 года именным указом Екатерины II сенату на территории бывшего Крымского ханства была образована Таврическая область, и деревня была приписана к Симферопольскому уезду. После Павловских реформ, с 1796 по 1802 год, входила в Акмечетский уезд Новороссийской губернии. По новому административному делению, после создания 8 (20) октября 1802 года Таврической губернии, Мамут-Султан был включён в состав Аргинской волости Симферопольского уезда.
В Ведомости о всех селениях в Симферопольском уезде состоящих с показанием в которой волости сколько числом дворов и душ… от 9 октября 1805 года были записаны 2 деревни: Ашага-Мамут-Султан, с 96 жителями в 19 дворах, и Юхары-Мамут-Султан — 226 жителей в 29 дворах, все — крымские татары. Видимо, за отдельные деревни посчитали маале — кварталы-приходы одного селения, поскольку на военно-топографической карте генерал-майора Мухина 1817 года обозначен лишь Мамут Султан с 62 дворами. После реформы волостного деления 1829 года, согласно «Ведомости о казённых волостях Таврической губернии 1829 года», в составе преобразованной Аргинской волости числились Ашага-Мамут-Султан и Юхары-Мамут-Султан. Шарль Монтандон в своём «Путеводителе путешественника по Крыму, украшенный картами, планами, видами и виньетами…» 1833 года называл деревню Султан-Махмудом, оценивал её как большую и упоминал, что её прежний владелец Батыр-Ага славился конюшнями с прекрасными породами местных и черкесских лошадей. Также отмечал мечеть и прекрасные фруктовые сады, каких не встречается в других селениях долины. На карте 1836 года в деревне Маму Султан 54 двора. В «Очерке Южного Берега Крыма», опубликованном в «Одесском альманахе на 1839 год», упоминаются почтовая станция, также «большое имение одного из богатейших Мурз, губернского секретаря Крымтаева, хороший большой сад, дурной дом помещика и порядочная мечеть». На карте 1842 года в селении также 54 двора.

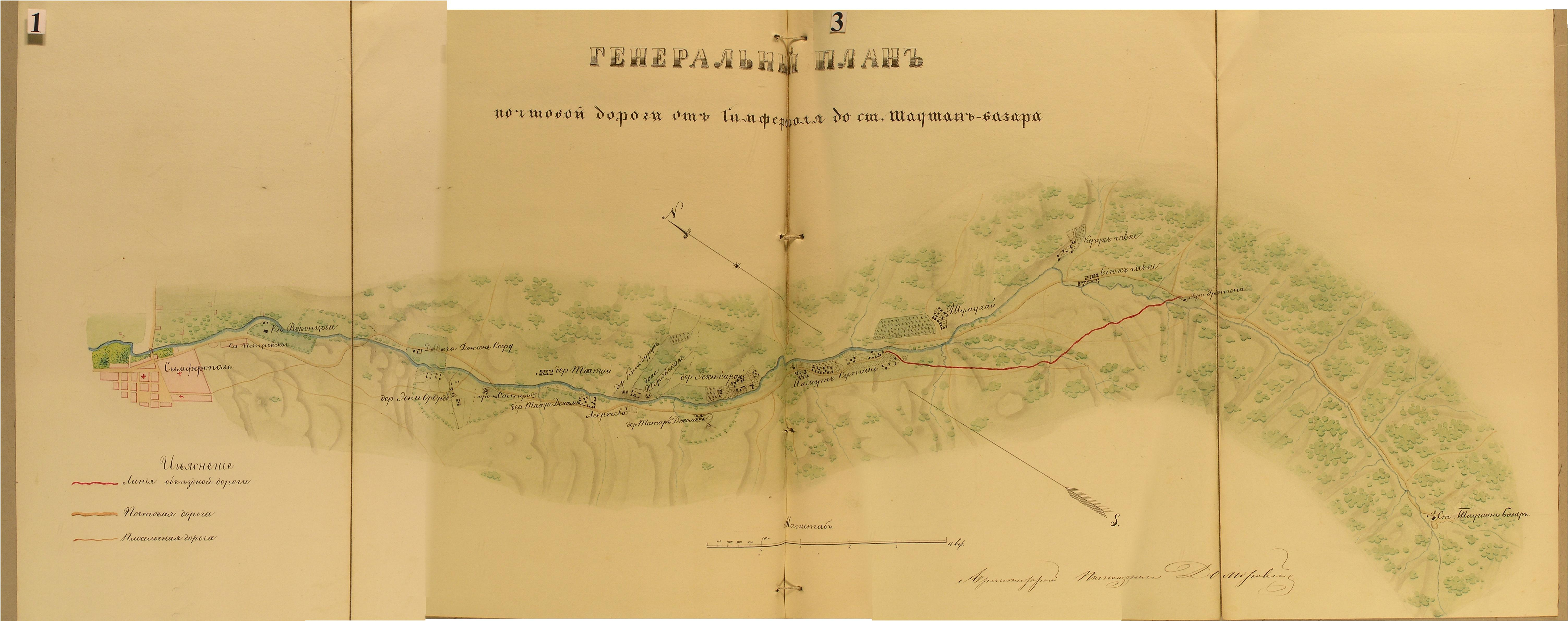
Мамут-Султан на плане 1865 года

В 1860-х годах, после земской реформы Александра II, деревню приписали к Зуйской волости. В «Списке населённых мест Таврической губернии по сведениям 1864 года», составленном по результатам VIII ревизии 1864 года, числятся 2 владельческие деревни Мамут-Султан: Ашага, с 9 дворами и 54 жителями и Юхары — 4 двора, 24 жителя, при рекѣ Салгирѣ. В деревнях ещё сохранялись 3 мечети, но население, при малочисленности, было смешанным — русско-татарским, что видимо, связано с массовой эмиграцией крымских татар в Турцию во время и после Крымской войны. По обследованиям профессора А. Н. Козловского начала 1860-х годов, жители селения «пользовались водой реки Салгира и его притоков». На трёхверстовой карте Шуберта 1865—1876 года обозначен один Мамут Султан с 22 дворами. В «Памятной книге Таврической губернии 1889 года», по результатам Х ревизии 1887 года, вместе, одной строкой, записаны Ашага и Юхары Мамут Султаны с 35 дворами и 207 жителями.
После земской реформы 1890-х годов Мамут-Султан приписали к Подгородне-Петровской волости. По «…Памятной книжке Таврической губернии на 1892 год» в Чавкинское сельское общество входили 2 деревни: Ашага-Мамут-Султан, в которой числилось 76 жителей в 17 домохозяйствах и Юхары-Мамут-Султан — 24 жителя в 4 дворах. На карте 1892 года в Мамут-Султане 60 дворов с русско-татарским населением. По «…Памятной книжке Таврической губернии на 1902 год» также 2 деревени: Ашага-Мамут-Султан с 260 жителями в 34 домохозяйствах и Юхары-Мамут-Султан — 120 жителей в 20 дворах. На 1902 год в деревне работал фельдшер. По Статистическому справочнику Таврической губернии. Ч.II-я. Статистический очерк, выпуск шестой Симферопольский уезд, 1915 год, в экономии и деревне Мамут-Султан (Елисеева, бывшая князя Долгорукого П. А.) Подгородне-Петровской волости Симферопольского уезда числилось 22 двора со смешанным населением в количестве 34 человек приписных жителей и 52 — «посторонних», из которых 46 мужчин и 40 женщин. Во владении было (при экономии) 8736 десятинам удобной земли. В хозяйстве имелось 20 лошадей и 18 коров.
После установления в Крыму Советской власти, по постановлению Крымревкома от 8 января 1921 года была упразднена волостная система и село включили в состав вновь созданного Подгородне-Петровского района Симферопольского уезда, а в 1922 году уезды получили название округов. 11 октября 1923 года, согласно постановлению ВЦИК, в административное деление Крымской АССР были внесены изменения, в результате которых был ликвидирован Подгородне-Петровский район и образован Симферопольский и село включили в его состав. Согласно Списку населённых пунктов Крымской АССР по Всесоюзной переписи 17 декабря 1926 года, в селе Мамут-Султан, Джалман-Кильбурунского сельсовета Симферопольского района, числился 91 двор, из них 85 крестьянских, население составляло 394 человека, из них 248 русских, 101 крымский татарин, 22 грека, 14 украинцев, 1 немец, 1 армянин, 7 записаны в графе «прочие», действовала русско-татарская школа. В 1930-е годы Джалман-Кильбурунский сельсовет реорганизовали и были образованы Джалманский и Мамут-Султанский. На 1935 год в селе действовал крупный колхоз «Ильич».
В 1944 году, после освобождения Крыма от фашистов, согласно Постановлению ГКО № 5859 от 11 мая 1944 года, 18 мая крымские татары села были депортированы в Среднюю Азию, а 27 июня та же участь постигла местных греков. 12 августа 1944 года было принято постановление № ГОКО-6372с «О переселении колхозников в районы Крыма» и в сентябре 1944 года в район приехали первые новосёлы (214 семей) из Винницкой области, а в начале 1950-х годов последовала вторая волна переселенцев из различных областей Украины. 21 августа 1945 года, указом Президиума Верховного Совета РСФСР, Мамут-Султанский сельсовет переименован в Добровский и селение Мамут-Султан в Доброе. С 25 июня 1946 года Доброе в составе Крымской области РСФСР, а 26 апреля 1954 года Крымская область была передана из состава РСФСР в состав УССР.
Указом Президиума Верховного Совета УССР «Об укрупнении сельских районов Крымской области», от 30 декабря 1962 года Симферопольский район был упразднён и село присоединили к Бахчисарайскому. 1 января 1965 года, указом Президиума ВС УССР «О внесении изменений в административное районирование УССР — по Крымской области», вновь включили в состав Симферопольского. На 1974 год в Добром числилось 1212 жителей. С 12 февраля 1991 года село в восстановленной Крымской АССР, 26 февраля 1992 года переименованной в Автономную Республику Крым. С 18 марта 2014 года Республика Крым фактически контролируется РФ.
Во время Крымской наступательной операции в апреле 1944 года район села стал местом боёв. В селе на кладбище имеется братское захоронение советских воинов.  Объект культурного наследия народов РФ регионального значения. Рег. № 911710855940005 (ЕГРОКН),

## Население
| 1805  | 1864  | 1887 | 1926 | 1939 | 1989  | 2001  |
| ----- | ----- | ---- | ---- | ---- | ----- | ----- |
| 322   | ↘78   | ↗207 | ↗394 | ↗463 | ↗1612 | ↗3461 |
| 2014  | 2021  |      |      |      |       |       |
| ↘2976 | ↗3848 |      |      |      |       |       |

Национальный состав
1926 год. Из 394 человек — 248 русских, 101 крымский татарин, 22 грека, 14 украинцев, 1 немец, 1 армянин.
Всеукраинская перепись 2001 года показала следующее распределение по носителям языка
| Язык             | Процент |
| ---------------- | ------- |
| русский          | 48,86   |
| крымскотатарский | 43,08   |
| украинский       | 5,58    |
| другие           | 0,49    |

## Инфраструктура
В Добром свыше 60 улиц и переулков, зарегистрированы 15 садовых товариществ, гаражный кооператив и территория Комплекс зданий и сооружений N2, площадь, занимаемая селом, 345,6 гектара, на которой в 795 дворах, по данным сельсовета на 2009 год, числилось 3653 жителя, в советский период в селе находилась центральная усадьба совхоза «Перевальный». В селе действует муниципальное бюджетное общеобразовательное учреждение «Добровская школа — гимназия им. Я.М.
Слонимского», детский сад «Василёк». Доброе связано троллейбусным сообщением с Симферополем, Ялтой и Алуштой.

## Религия
Церковь великомученицы Варвары и мечеть «Камыш-Къора джамиси».